# Mundo Sportivo
Mundo Sportivo foi um jornal da cidade do Rio de Janeiro, no Brasil.
O periódico foi responsável pela organização do primeiro concurso de escolas de samba carioca, realizado num domingo, 7 de fevereiro de 1932, na Praça Onze.
O jornalista pernambucano Mário Filho, irmão do dramaturgo Nelson Rodrigues, foi o fundador do periódico, que fora inaugurado no ano anterior e que teve a colaboração de compositores de sucesso, tais como Antônio Nássara, Armando Reis e Orestes Barbosa.